# Scuola del genio dell'Esercito Italiano
La Scuola del genio dell'Esercito Italiano  era l'ente specializzato nella formazione, specializzazione, aggiornamento, perfezionamento ed addestramento del personale da impiegare presso i reparti dell'Arma del genio. Dal 1º febbraio 2011 è denominata Centro di Eccellenza Nazionale per il C-IED (in lingua inglese Counter Improvised Explosive Device, anti ordigno esplosivo improvvisato), dipendente dal Comando Genio del COMFOTER Supporto.

## Storia
La scuola era erede della Scuola centrale del genio di Manziana (Roma) e della Scuola allievi ufficiali di complemento del genio di Verona (poi Pavia). La Scuola centrale formava sottufficiali e militari di truppa nelle varie specialità del Genio e corsi di aggiornamento per ufficiali superiori e capitani, nonché agli ufficiali di complemento richiamati in servizio che ricevevano la formazione iniziale presso la scuola di Verona.
Nel settembre 1943 le scuole sospesero le loro attività trasferendo l'onere addestrativo presso i reparti alleati.
Nel 1944 vennero costituite la Scuola italiana collegamenti radiotelegrafisti a Nocera Inferiore, la Scuola telegrafisti di Francavilla Fontana e il 232º Battaglione artieri di Bracciano.
Nel 1948 ripresero i corsi per allievi ufficiali di complemento, nell'anno successivo un battaglione e la compagnia Allievi Ufficiali di Complemento (AUC) vennero trasferiti nell'attuale sede della caserma "Ettore Rosso" costituendosi il 10 marzo 1950 con il nome di "Scuola genio pionieri".
Dal 1954 dalla sede di Roma dipendeva un battaglione di Civitavecchia con il compito di addestrare i coscritti con incarichi tecnico-logistici e professionali come idraulici, elettricisti e motoristi per gruppi elettrogeni: tale battaglione nel novembre 1955 venne trasferito presso la caserma "Bazzani", anch'essa ubicata presso la Cecchignola a Roma, per essere inglobato col nome di III Battaglione specializzati nella sede principale presso la caserma "Ettore Rosso".
Sempre lo stesso anno la scuola ricevette il compito di offrire la formazione nella specifica pionieristica, con particolare attenzione all'utilizzo degli esplosivi, ai nuclei di Arditi incursori della Marina Militare e paracadutisti sabotatori dell'Esercito.
La Scuola assunse il nome di Scuola del Genio nel 1975 ed ha avuto diverse modifiche ordinative succedutesi nel 1964, 1977, 1997 e nel 2007.
Nel corso di queste modifiche è stata posta prima sotto il comando del vice ispettore dell'Arma del genio per poi transitare alle dipendenze dell'Ispettorato delle armi, quindi, il 1º marzo 2001 sotto il Comando delle Scuole, nato dalla fusione dell'Ispettorato delle armi e dell'Ispettorato delle scuole, poi nel Comando dei supporti delle forze operative terrestri.
La Scuola è stata soppressa il 10 settembre 2010 con la costituzione del nuovo Comando genio nella sede di Roma Cecchignola che ha assorbito anche il soppresso Comando brigata genio di Udine. Il 1º febbraio 2011 è sorto il "Centro di Eccellenza Nazionale per il C-IED",

## Organigramma
Al vertice dell'istituto era posto un Comandante con il grado di generale di divisione che ricopriva anche la funzione di ispettore dell'Arma del genio, ora conferita al comandante del Comando genio, dal quale dipendevano il vice comandante, il comando scuola, il reggimento addestrativo retto da un colonnello e il Centro addestramento contro ostacolo.

## Missione
Il centro è responsabile della attività addestrativa, formativa, di specializzazione e qualificazione di tutto il personale destinato all'Arma del Genio, nonché alla formazione di determinate categorie di ufficiali, sottufficiali e volontari appartenenti ad altre armi o corpi dell'Esercito ma con incarichi di interesse, oltre a qualificare il personale nel trattamento e nella bonifica di ordigni esplosivi anche improvvisati, nell'aggiornamento professionale degli ufficiali e sottufficiali di complemento in riserva e alla preparazione del personale all'impiego di materiali ed attrezzature per finalità di soccorso pubblico e protezione civile.
Il centro è anche responsabile dello studio e della sperimentazione di nuovi mezzi e materiali da introdurre nella Forza armata.

### Corsi
Venivano offerti i seguenti corsi:
- corso Allievi Ufficiali di Complemento (Genio)
- corso tecnico applicativo per Ufficiali del Genio del ruolo normale e del ruolo speciale
- corso di aggiornamento per comandanti di reggimento e battaglione
- corso di progettazione operativa di contingenza
- corso di Ufficiale addetto alle infrastrutture
- corso superiore di specializzazione nel servizio infrastrutturale per Ufficiali[4]
- corso ACRT (Advanced Combact-Engineer Reconnaissance Team)

Erano inoltre previsti specifici corsi nel settore della bonifica degli ordigni esplosivi:
- corso di adeguamento EOD
- corso di qualificazione per istruttori/ operatori EOR (explosive ordinance recognition, riconoscimento di ordigni esplosivi)
- corso di qualificazione EOD 1º e 2º livello
- corso EOD-BC (Explosive Ordinance Disposal – Biological Chemical [5]
- corso Counter IED
- corso IEDD-IC (incident commander)
- corso MINEX
- corso basico di impiego di esplosivi [6]

Inoltre, venivano organizzati e tenuti presso questo istituto i seguenti corsi:
- corsi per Ufficiali e sottufficiali nei nuclei di valutazione delle unità del Genio (OPEVAL)
- corsi di funzionamento automatizzato dei posti comando dei reggimenti del Genio
- corsi di attività di campagna del Genio e concorsi [7]
- corsi sull'impiego dei potabilizzatori di grande capacità, stazione di energia di grande potenza, autogrù di grande portata, kit di rinforzo del ponte tattico MGB, carro gettaponte e carro pioniere e autobetompompa.
- corsi di specializzazione: tutti i corsi, hanno rielaborato i programmi addestrativi di specializzazione, strutturando gli stessi su “moduli addestrativi” per gli allievi marescialli, in aderenza ai moduli per pacchetti di capacità di plotone, lo sviluppo per moduli addestrativi prevedeva, al termine di ogni modulo, una prova di verifica del raggiungimento dell'obiettivo addestrativo
- corsi per volontari: negli incarichi di guastatore, operatore di macchine stradali e di attrezzature speciali, idraulico ed elettrogenista.